# محوطه شماره ۱۳ حوزه رودخانه بمپور
محوطه شماره ۱۳ حوزه رودخانه بمپور مربوط به هزاره اول قبل از میلاد است و در شهرستان ایرانشهر، بخش بمپور، دهستان بمپور غربی، ۱۰۰ متری جنوب شرقی روستای سیدآباد واقع شده و این اثر در تاریخ ۲۲ آبان ۱۳۸۶ با شمارهٔ ثبت ۱۹۹۵۸ به‌عنوان یکی از آثار ملی ایران به ثبت رسیده است.